# 5523 Luminet
Az 5523 Luminet (ideiglenes jelöléssel 1991 PH8) a Naprendszer kisbolygóövében található aszteroida. Henry Holt fedezte fel 1991. augusztus 5-én.